# Partido Socialdemócrata Independiente
Partido Socialdemócrata Independiente (PSI) fue una federación de partidos de corte socialdemócrata creada en 1976 y dirigido, entre otros, por Gonzalo Casado. Fue conocido inicialmente como Partido Social Demócrata de la región centro hasta que abandonó la Federación Social Demócrata en abril de 1977. El partido celebró su segundo congreso en Madrid el 26 de abril de 1977, y fue inscrito oficialmente ante el Ministerio del Interior el 2 de mayo de ese mismo año.
En las elecciones generales españolas de 1977 se presentó en coalición con Unión de Centro Democrático.